# 英国铁路66型柴油机车
英国铁路66型柴油机车（英語：British Rail Class 66）是易安迪根据英国铁路59型柴油机车而开发的一款六轴柴油机车，主要用于英国境内的铁路运输。该机型自推出以来便获得了成功，并已销售至英国及欧洲大陆的多家铁路运营商，其中在欧洲大陆销售的版本被称为易安迪66系列机车。

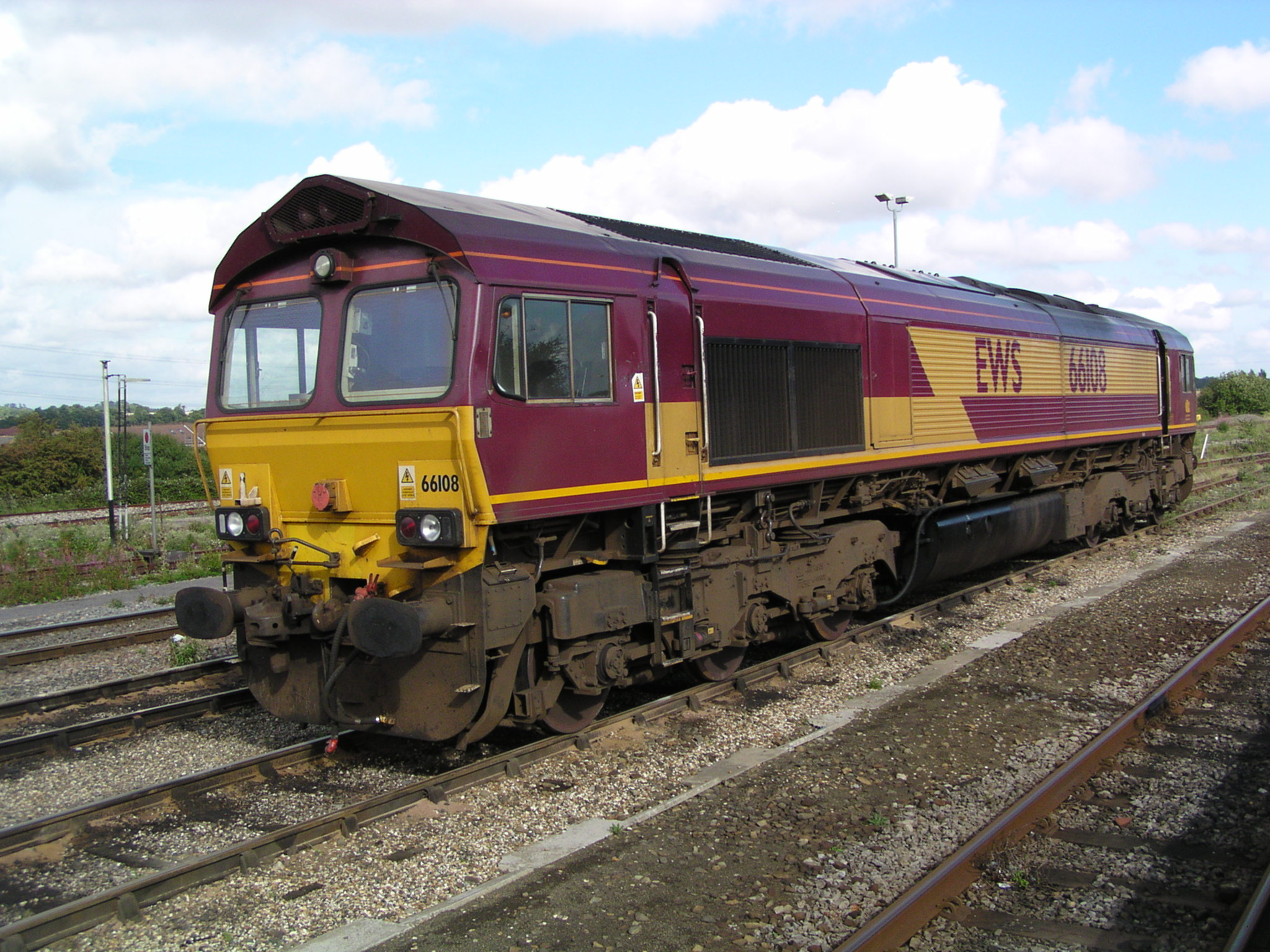
66型柴油机车